# (24242) 1999 XY100
1999 أكس واي 100 (ويعرف أيضًا باسم (24242) 1999 أكس واي 100 وفق تسمية الكوكب الصغير) (بالإنجليزية: 1999 XY100)‏ هو كويكب ضمن حزام الكويكبات؛ وترتيبه 24242 من حيث الاكتشاف.
اكتُشف هذا الجُرم الفلكي بواسطة بحث لنكولن عن الكويكبات القريبة من الأرض في 7 ديسمبر 1999.

## وصلات خارجية
- (24242) 1999 XY100 في قاعدة بيانات مختبر الدفع النفاث لأجرام النظام الشمسي الصغيرة

- الاكتشاف · مخطط المدار ·  العناصر المدارية · المعلمات المادية

- (24242) 1999 XY100 على موقع ويكي سكاي: DSS2, SDSS, GALEX, IRAS, Hydrogen α, X-Ray, Astrophoto, Sky Map, Articles and images